# Joueurs numéros 1 mondiaux à l'ATP en double
Le classement ATP est une méthode utilisée par l'ATP pour déterminer le classement des joueurs masculins de tennis. Le ou les premiers du classement sont le ou les joueurs qui, au cours des précédentes 52 semaines, ont accumulé le plus de points ATP. Ceux-ci sont décernés selon la catégorie des tournois auxquels le joueur participe, ainsi que sa performance au sein de chacun de ces tournois. 
Si le classement des joueurs en simple existe depuis 1973, ce n'est qu'en 1976 que le classement des joueurs en double sera créé.
Depuis 1976, 67 hommes ont été no 1 à l'ATP, parmi lesquels 27 ont occupé cette place en fin d'année. Les actuels numéro 1 mondiaux sont les britanniques Lloyd Glasspool et Julian Cash.
Cet article établit une liste des joueurs de tennis ayant été numéros 1 mondiaux en double. 
Article mis à jour jusqu'à la semaine du 18 août 2025.

## Liste des joueursno1 en double au classement ATP
| #                                                           | Joueur                             | Début      | Fin        | Semaines | Cumul   |
| ----------------------------------------------------------- | ---------------------------------- | ---------- | ---------- | -------- | ------- |
| 1                                                           | Bob Hewitt                         | 01/03/1976 | 11/04/1976 | 6        | 6       |
| 2                                                           | Raúl Ramírez                       | 12/04/1976 | 24/04/1977 | 54       | 54      |
| 3                                                           | Frew McMillan                      | 25/04/1977 | 22/05/1977 | 4        | 4       |
|                                                             | Raúl Ramírez                       | 23/05/1977 | 03/07/1977 | 6        | 60      |
|                                                             | Frew McMillan                      | 04/07/1977 | 10/07/1977 | 1        | 5       |
|                                                             | Raúl Ramírez                       | 11/07/1977 | 24/07/1977 | 2        | 62      |
|                                                             | Frew McMillan                      | 25/07/1977 | 04/02/1979 | 80       | 85      |
| 4                                                           | Tom Okker                          | 05/02/1979 | 22/04/1979 | 11       | 11      |
| 5                                                           | John McEnroe                       | 23/04/1979 | 01/03/1981 | 97       | 97      |
| 6                                                           | Stan Smith                         | 02/03/1981 | 26/04/1981 | 8        | 8       |
|                                                             | John McEnroe                       | 27/04/1981 | 24/05/1981 | 4        | 101     |
| 7                                                           | Paul McNamee                       | 25/05/1981 | 14/06/1981 | 3        | 3       |
|                                                             | John McEnroe                       | 15/06/1981 | 31/01/1982 | 33       | 134     |
| 8                                                           | Peter Fleming                      | 01/02/1982 | 21/02/1982 | 3        | 3       |
|                                                             | John McEnroe                       | 22/02/1982 | 18/03/1984 | 108      | 242     |
|                                                             | Peter Fleming                      | 19/03/1984 | 25/03/1984 | 1        | 4       |
|                                                             | John McEnroe                       | 26/03/1984 | 10/06/1984 | 11       | 253     |
|                                                             | Peter Fleming                      | 11/06/1984 | 05/08/1984 | 8        | 12      |
|                                                             | John McEnroe                       | 06/08/1984 | 12/08/1984 | 1        | 254     |
|                                                             | Peter Fleming                      | 13/08/1984 | 16/09/1984 | 5        | 17      |
|                                                             | John McEnroe                       | 17/09/1984 | 16/12/1984 | 13       | 267     |
| 9                                                           | Tomáš Šmíd                         | 17/12/1984 | 11/08/1985 | 34       | 34      |
| 10                                                          | Anders Järryd                      | 12/08/1985 | 08/09/1985 | 4        | 4       |
| 11                                                          | Robert Seguso                      | 09/09/1985 | 15/09/1985 | 1        | 1       |
|                                                             | Anders Järryd                      | 16/09/1985 | 29/09/1985 | 2        | 6       |
|                                                             | Robert Seguso                      | 30/09/1985 | 13/10/1985 | 2        | 3       |
| 12                                                          | Ken Flach                          | 14/10/1985 | 20/10/1985 | 1        | 1       |
|                                                             | Robert Seguso                      | 21/10/1985 | 15/12/1985 | 8        | 11      |
|                                                             | Ken Flach                          | 16/12/1985 | 22/12/1985 | 1        | 2       |
|                                                             | Robert Seguso                      | 23/12/1985 | 02/02/1986 | 6        | 17      |
|                                                             | Anders Järryd                      | 03/02/1986 | 09/02/1986 | 1        | 7       |
|                                                             | Robert Seguso                      | 10/02/1986 | 23/02/1986 | 2        | 19      |
|                                                             | Anders Järryd                      | 24/02/1986 | 16/03/1986 | 3        | 10      |
|                                                             | Robert Seguso                      | 17/03/1986 | 23/03/1986 | 1        | 20      |
|                                                             | Anders Järryd                      | 24/03/1986 | 30/03/1986 | 1        | 11      |
|                                                             | Robert Seguso                      | 31/03/1986 | 18/05/1986 | 7        | 27      |
|                                                             | Ken Flach                          | 19/05/1986 | 08/06/1986 | 3        | 5       |
| 13                                                          | Stefan Edberg                      | 09/06/1986 | 24/08/1986 | 11       | 11      |
| 14                                                          | Yannick Noah                       | 25/08/1986 | 07/09/1986 | 2        | 2       |
| 15                                                          | Slobodan Živojinović               | 08/09/1986 | 14/09/1986 | 1        | 1       |
| 16                                                          | Andrés Gómez                       | 15/09/1986 | 21/09/1986 | 1        | 1       |
|                                                             | Slobodan Živojinović               | 22/09/1986 | 19/10/1986 | 4        | 5       |
|                                                             | Andrés Gómez                       | 20/10/1986 | 09/11/1986 | 3        | 4       |
|                                                             | Slobodan Živojinović               | 10/11/1986 | 23/11/1986 | 2        | 7       |
|                                                             | Andrés Gómez                       | 24/11/1986 | 25/01/1987 | 9        | 13      |
|                                                             | Stefan Edberg                      | 26/01/1987 | 22/02/1987 | 4        | 15      |
|                                                             | Yannick Noah                       | 23/02/1987 | 19/04/1987 | 8        | 10      |
|                                                             | Anders Järryd                      | 20/04/1987 | 10/05/1987 | 3        | 14      |
|                                                             | Yannick Noah                       | 11/05/1987 | 05/07/1987 | 8        | 18      |
|                                                             | Anders Järryd                      | 06/07/1987 | 09/08/1987 | 5        | 19      |
|                                                             | Robert Seguso                      | 10/08/1987 | 16/08/1987 | 1        | 28      |
|                                                             | Yannick Noah                       | 17/08/1987 | 23/08/1987 | 1        | 19      |
|                                                             | Robert Seguso                      | 24/08/1987 | 27/03/1988 | 31       | 59      |
|                                                             | Anders Järryd                      | 28/03/1988 | 17/04/1988 | 3        | 22      |
|                                                             | Robert Seguso                      | 18/04/1988 | 08/05/1988 | 3        | 62      |
|                                                             | Anders Järryd                      | 09/05/1988 | 02/04/1989 | 47       | 69      |
| 17                                                          | Emilio Sánchez                     | 03/04/1989 | 16/04/1989 | 2        | 2       |
|                                                             | Anders Järryd                      | 17/04/1989 | 14/05/1989 | 4        | 73      |
|                                                             | Emilio Sánchez                     | 15/05/1989 | 11/06/1989 | 4        | 6       |
| 18                                                          | Jim Grabb                          | 12/06/1989 | 18/06/1989 | 1        | 1       |
| 19                                                          | Jim Pugh                           | 19/06/1989 | 10/09/1989 | 12       | 12      |
|                                                             | John McEnroe                       | 11/09/1989 | 24/09/1989 | 2        | 269     |
|                                                             | Anders Järryd                      | 25/09/1989 | 28/01/1990 | 18       | 91      |
| 20                                                          | Danie Visser                       | 29/01/1990 | 25/03/1990 | 8        | 8       |
| 21                                                          | Rick Leach                         | 26/03/1990 | 27/05/1990 | 9        | 9       |
|                                                             | Jim Pugh                           | 28/05/1990 | 22/07/1990 | 8        | 20      |
| 22                                                          | Pieter Aldrich Danie Visser        | 23/07/1990 | 12/08/1990 | 3        | 3 11    |
|                                                             | Jim Pugh                           | 13/08/1990 | 09/09/1990 | 4        | 24      |
|                                                             | Pieter Aldrich Danie Visser        | 10/09/1990 | 04/11/1990 | 8        | 11 19   |
|                                                             | Jim Pugh                           | 05/11/1990 | 11/11/1990 | 1        | 25      |
|                                                             | Pieter Aldrich Danie Visser        | 12/11/1990 | 18/11/1990 | 1        | 12 20   |
|                                                             | Jim Pugh                           | 19/11/1990 | 25/11/1990 | 1        | 26      |
|                                                             | Pieter Aldrich Danie Visser        | 26/11/1990 | 13/01/1991 | 7        | 19 27   |
| 23                                                          | David Pate                         | 14/01/1991 | 07/07/1991 | 25       | 25      |
| 24                                                          | John Fitzgerald                    | 08/07/1991 | 23/02/1992 | 33       | 33      |
|                                                             | Anders Järryd                      | 24/02/1992 | 01/03/1992 | 1        | 92      |
|                                                             | John Fitzgerald                    | 02/03/1992 | 08/03/1992 | 1        | 34      |
|                                                             | Anders Järryd                      | 09/03/1992 | 03/05/1992 | 8        | 100     |
|                                                             | John Fitzgerald                    | 04/05/1992 | 14/06/1992 | 6        | 40      |
|                                                             | Anders Järryd                      | 15/06/1992 | 05/07/1992 | 3        | 103     |
| 25                                                          | Todd Woodbridge                    | 06/07/1992 | 19/07/1992 | 2        | 2       |
|                                                             | Anders Järryd                      | 20/07/1992 | 16/08/1992 | 4        | 107     |
|                                                             | Todd Woodbridge                    | 17/08/1992 | 13/09/1992 | 4        | 6       |
|                                                             | Jim Grabb                          | 14/09/1992 | 11/10/1992 | 4        | 5       |
| 26                                                          | Kelly Jones                        | 12/10/1992 | 18/10/1992 | 1        | 1       |
|                                                             | Jim Grabb                          | 19/10/1992 | 01/11/1992 | 2        | 7       |
|                                                             | Todd Woodbridge                    | 02/11/1992 | 15/11/1992 | 2        | 8       |
| 27                                                          | Mark Woodforde                     | 16/11/1992 | 31/03/1993 | 11       | 11      |
| 28                                                          | Richey Reneberg                    | 01/02/1993 | 07/03/1993 | 5        | 5       |
|                                                             | Jim Grabb                          | 08/03/1993 | 18/04/1993 | 6        | 13      |
|                                                             | Richey Reneberg                    | 19/04/1993 | 13/06/1993 | 8        | 13      |
|                                                             | Todd Woodbridge                    | 14/06/1993 | 17/10/1993 | 18       | 26      |
| 29                                                          | Patrick Galbraith                  | 18/10/1993 | 07/11/1993 | 3        | 3       |
|                                                             | Todd Woodbridge                    | 08/11/1993 | 14/11/1993 | 1        | 27      |
| 30                                                          | Grant Connell                      | 15/11/1993 | 30/01/1994 | 11       | 11      |
| 31                                                          | Paul Haarhuis                      | 31/01/1994 | 13/02/1994 | 2        | 2       |
| 32                                                          | Byron Black                        | 14/02/1994 | 20/02/1994 | 1        | 1       |
|                                                             | Paul Haarhuis                      | 21/02/1994 | 06/03/1994 | 2        | 4       |
|                                                             | Grant Connell                      | 07/03/1994 | 20/03/1994 | 2        | 13      |
|                                                             | Paul Haarhuis                      | 21/03/1994 | 08/05/1994 | 7        | 11      |
|                                                             | Grant Connell                      | 09/05/1994 | 05/06/1994 | 4        | 17      |
|                                                             | Byron Black                        | 06/06/1994 | 24/07/1994 | 7        | 8       |
|                                                             | Patrick Galbraith                  | 25/07/1994 | 31/07/1994 | 1        | 4       |
| 33                                                          | Jonathan Stark                     | 01/08/1994 | 11/09/1994 | 6        | 6       |
|                                                             | Paul Haarhuis                      | 12/09/1994 | 15/01/1995 | 18       | 29      |
| 34                                                          | Paul Haarhuis Jacco Eltingh        | 16/01/1995 | 12/02/1995 | 4        | 33 4    |
|                                                             | Paul Haarhuis                      | 13/02/1995 | 02/04/1995 | 7        | 40      |
|                                                             | Mark Woodforde                     | 03/04/1995 | 11/06/1995 | 10       | 21      |
|                                                             | Paul Haarhuis Jacco Eltingh        | 12/06/1995 | 10/09/1995 | 13       | 53 17   |
|                                                             | Todd Woodbridge                    | 11/09/1995 | 29/10/1995 | 7        | 34      |
|                                                             | Paul Haarhuis Jacco Eltingh        | 30/10/1995 | 05/11/1995 | 1        | 54 18   |
|                                                             | Todd Woodbridge                    | 06/11/1995 | 13/10/1996 | 49       | 83      |
|                                                             | Todd Woodbridge Mark Woodforde     | 14/10/1996 | 12/10/1997 | 52       | 134 73  |
|                                                             | Todd Woodbridge                    | 13/10/1997 | 29/03/1998 | 24       | 159     |
|                                                             | Jacco Eltingh                      | 30/03/1998 | 31/01/1999 | 44       | 62      |
|                                                             | Paul Haarhuis                      | 01/02/1999 | 25/04/1999 | 12       | 66      |
| 35                                                          | Mahesh Bhupathi                    | 26/04/1999 | 09/05/1999 | 2        | 2       |
|                                                             | Paul Haarhuis                      | 10/05/1999 | 06/06/1999 | 4        | 70      |
|                                                             | Mahesh Bhupathi                    | 07/06/1999 | 20/06/1999 | 2        | 4       |
| 36                                                          | Leander Paes                       | 21/06/1999 | 19/03/2000 | 39       | 39      |
| 37                                                          | Jared Palmer                       | 20/03/2000 | 07/05/2000 | 7        | 7       |
| 38                                                          | Alex O'Brien                       | 08/05/2000 | 11/06/2000 | 5        | 5       |
|                                                             | Todd Woodbridge                    | 12/06/2000 | 29/10/2000 | 20       | 179     |
|                                                             | Mark Woodforde                     | 30/10/2000 | 07/01/2001 | 10       | 83      |
|                                                             | Todd Woodbridge                    | 08/01/2001 | 08/07/2001 | 26       | 205     |
| 39                                                          | Jonas Björkman                     | 09/07/2001 | 27/01/2002 | 29       | 29      |
| 40                                                          | Donald Johnson                     | 28/01/2002 | 14/04/2002 | 11       | 11      |
|                                                             | Donald Johnson Jared Palmer        | 15/04/2002 | 12/05/2002 | 4        | 15 11   |
|                                                             | Jared Palmer                       | 13/05/2002 | 19/05/2002 | 1        | 12      |
|                                                             | Donald Johnson Jared Palmer        | 20/05/2002 | 23/06/2002 | 5        | 20 17   |
| 41                                                          | Mark Knowles                       | 24/06/2002 | 18/08/2002 | 8        | 8       |
| 42                                                          | Daniel Nestor                      | 19/08/2002 | 03/11/2002 | 11       | 11      |
|                                                             | Mark Knowles                       | 04/11/2002 | 08/06/2003 | 31       | 39      |
| 43                                                          | Max Mirnyi                         | 09/06/2003 | 07/09/2003 | 13       | 13      |
| 44 45                                                       | Bob Bryan Mike Bryan               | 08/09/2003 | 19/10/2003 | 6        | 6 6     |
|                                                             | Max Mirnyi                         | 20/10/2003 | 01/02/2004 | 15       | 28      |
|                                                             | Bob Bryan Mike Bryan               | 02/02/2004 | 06/06/2004 | 18       | 24 24   |
|                                                             | Jonas Björkman                     | 07/06/2004 | 12/09/2004 | 14       | 43      |
|                                                             | Daniel Nestor                      | 13/09/2004 | 03/10/2004 | 3        | 14      |
|                                                             | Daniel Nestor Mark Knowles         | 04/10/2004 | 27/02/2005 | 21       | 35 60   |
|                                                             | Jonas Björkman                     | 28/02/2005 | 20/03/2005 | 3        | 46      |
|                                                             | Daniel Nestor Mark Knowles         | 21/03/2005 | 24/04/2005 | 5        | 40 65   |
|                                                             | Jonas Björkman                     | 25/04/2005 | 06/11/2005 | 28       | 74      |
|                                                             | Bob Bryan Mike Bryan               | 07/11/2005 | 28/01/2007 | 64       | 88 88   |
|                                                             | Max Mirnyi                         | 29/01/2007 | 15/04/2007 | 11       | 39      |
|                                                             | Bob Bryan Mike Bryan               | 16/04/2007 | 06/07/2008 | 64       | 152 152 |
|                                                             | Daniel Nestor                      | 07/07/2008 | 07/09/2008 | 9        | 49      |
|                                                             | Bob Bryan Mike Bryan               | 08/09/2008 | 19/10/2008 | 6        | 158 158 |
|                                                             | Daniel Nestor                      | 20/10/2008 | 02/11/2008 | 2        | 51      |
|                                                             | Bob Bryan Mike Bryan               | 03/11/2008 | 16/11/2008 | 2        | 160 160 |
| 46                                                          | Nenad Zimonjić                     | 17/11/2008 | 01/02/2009 | 11       | 11      |
|                                                             | Bob Bryan Mike Bryan               | 02/02/2009 | 17/05/2009 | 15       | 175 175 |
|                                                             | Daniel Nestor Nenad Zimonjić       | 18/05/2009 | 07/06/2009 | 3        | 54 14   |
|                                                             | Bob Bryan Mike Bryan               | 08/06/2009 | 13/09/2009 | 14       | 189 189 |
|                                                             | Daniel Nestor Nenad Zimonjić       | 14/09/2009 | 29/11/2009 | 11       | 65 25   |
|                                                             | Bob Bryan Mike Bryan               | 30/11/2009 | 31/01/2010 | 9        | 198 198 |
|                                                             | Daniel Nestor Nenad Zimonjić       | 01/02/2010 | 16/05/2010 | 15       | 80 40   |
|                                                             | Bob Bryan Mike Bryan               | 17/05/2010 | 06/06/2010 | 3        | 201 201 |
|                                                             | Daniel Nestor Nenad Zimonjić       | 07/06/2010 | 15/08/2010 | 10       | 90 50   |
|                                                             | Bob Bryan Mike Bryan               | 16/08/2010 | 06/05/2012 | 90       | 291 291 |
|                                                             | Daniel Nestor Max Mirnyi           | 07/05/2012 | 09/09/2012 | 18       | 108 57  |
|                                                             | Bob Bryan Mike Bryan               | 10/09/2012 | 04/11/2012 | 8        | 299 299 |
|                                                             | Mike Bryan                         | 05/11/2012 | 24/02/2013 | 16       | 315     |
|                                                             | Bob Bryan Mike Bryan               | 25/02/2013 | 25/10/2015 | 139      | 438 454 |
|                                                             | Bob Bryan                          | 26/10/2015 | 01/11/2015 | 1        | 439     |
| 47                                                          | Marcelo Melo                       | 02/11/2015 | 03/04/2016 | 22       | 22      |
| 48                                                          | Jamie Murray                       | 04/04/2016 | 08/05/2016 | 5        | 5       |
|                                                             | Marcelo Melo                       | 09/05/2016 | 05/06/2016 | 4        | 26      |
| 49                                                          | Nicolas Mahut                      | 06/06/2016 | 12/06/2016 | 1        | 1       |
|                                                             | Jamie Murray                       | 13/06/2016 | 10/07/2016 | 4        | 9       |
|                                                             | Nicolas Mahut                      | 11/07/2016 | 02/04/2017 | 38       | 39      |
| 50                                                          | Henri Kontinen                     | 03/04/2017 | 16/07/2017 | 15       | 15      |
|                                                             | Marcelo Melo                       | 17/07/2017 | 20/08/2017 | 5        | 31      |
|                                                             | Henri Kontinen                     | 21/08/2017 | 05/11/2017 | 11       | 26      |
|                                                             | Marcelo Melo                       | 06/11/2017 | 07/01/2018 | 9        | 40      |
| 51                                                          | Marcelo Melo Łukasz Kubot          | 08/01/2018 | 29/04/2018 | 16       | 56 16   |
|                                                             | Łukasz Kubot                       | 30/04/2018 | 20/05/2018 | 3        | 19      |
| 52                                                          | Mate Pavić                         | 21/05/2018 | 15/07/2018 | 8        | 8       |
|                                                             | Mike Bryan                         | 16/07/2018 | 14/07/2019 | 52       | 506     |
| 53 54                                                       | Juan Sebastián Cabal Robert Farah  | 15/07/2019 | 02/02/2020 | 29       | 29      |
|                                                             | Robert Farah                       | 03/02/2020 | 22/03/2020 | 7        | 36      |
| Gel du classement des points et des semaines dû au Covid-19 |                                    |            |            |          |         |
|                                                             | Robert Farah                       | 24/08/2020 | 04/04/2021 | 32       | 68      |
|                                                             | Mate Pavić                         | 05/04/2021 | 17/10/2021 | 28       | 36      |
| 55                                                          | Nikola Mektić                      | 18/10/2021 | 07/11/2021 | 3        | 3       |
|                                                             | Mate Pavić                         | 08/11/2021 | 03/04/2022 | 21       | 57      |
| 56                                                          | Joe Salisbury                      | 04/04/2022 | 02/10/2022 | 26       | 26      |
| 57                                                          | Rajeev Ram                         | 03/10/2022 | 06/11/2022 | 5        | 5       |
| 58                                                          | Wesley Koolhof                     | 07/11/2022 | 13/11/2022 | 1        | 1       |
| 59                                                          | Wesley Koolhof Neal Skupski        | 14/11/2022 | 15/01/2023 | 9        | 10 9    |
|                                                             | Rajeev Ram                         | 16/01/2023 | 29/01/2023 | 2        | 7       |
|                                                             | Wesley Koolhof Neal Skupski        | 30/01/2023 | 19/02/2023 | 3        | 13 12   |
|                                                             | Rajeev Ram                         | 20/02/2023 | 05/03/2023 | 2        | 9       |
|                                                             | Wesley Koolhof Neal Skupski        | 06/03/2023 | 11/06/2023 | 14       | 27 26   |
| 60                                                          | Austin Krajicek                    | 12/06/2023 | 18/06/2023 | 1        | 1       |
|                                                             | Wesley Koolhof Neal Skupski        | 19/06/2023 | 25/06/2023 | 1        | 28 27   |
|                                                             | Austin Krajicek                    | 26/06/2023 | 16/07/2023 | 3        | 4       |
|                                                             | Wesley Koolhof Neal Skupski        | 17/07/2023 | 27/08/2023 | 6        | 34 33   |
|                                                             | Neal Skupski                       | 28/08/2023 | 10/09/2023 | 2        | 35      |
|                                                             | Austin Krajicek                    | 11/09/2023 | 28/01/2024 | 20       | 24      |
| 61                                                          | Rohan Bopanna                      | 29/01/2024 | 25/02/2024 | 4        | 4       |
| 62                                                          | Matthew Ebden                      | 26/02/2024 | 03/03/2024 | 1        | 1       |
|                                                             | Rohan Bopanna                      | 04/03/2024 | 17/03/2024 | 2        | 6       |
|                                                             | Austin Krajicek                    | 18/03/2024 | 31/03/2024 | 2        | 26      |
|                                                             | Rohan Bopanna                      | 01/04/2024 | 14/04/2024 | 2        | 8       |
|                                                             | Matthew Ebden                      | 15/04/2024 | 05/06/2024 | 3        | 4       |
| 63 64                                                       | Marcel Granollers Horacio Zeballos | 06/05/2024 | 09/06/2024 | 5        | 5       |
|                                                             | Matthew Ebden                      | 10/06/2024 | 14/07/2024 | 5        | 9       |
|                                                             | Marcel Granollers Horacio Zeballos | 15/07/2024 | 10/11/2024 | 17       | 22      |
| 65                                                          | Marcelo Arévalo Mate Pavić         | 11/11/2024 | 17/08/2025 | 40       | 40 97   |
| 66 67                                                       | Lloyd Glasspool Julian Cash        | 18/08/2025 | En cours   | 1        | 1       |

## Semaines passées à la tête du classement ATP
| #                                               | Joueur               | Semaines no 1 |
| ----------------------------------------------- | -------------------- | ------------- |
| 1.                                              | Mike Bryan           | 506           |
| 2.                                              | Bob Bryan            | 439           |
| 3.                                              | John McEnroe         | 269           |
| 4.                                              | Todd Woodbridge      | 204           |
| 5.                                              | Daniel Nestor        | 108           |
| 6.                                              | Anders Järryd        | 107           |
| 7.                                              | Mate Pavić           | 97            |
| 8.                                              | Frew McMillan        | 85            |
| 9.                                              | Mark Woodforde       | 83            |
| 10.                                             | Jonas Björkman       | 74            |
| 11.                                             | Paul Haarhuis        | 71            |
| 12.                                             | Robert Farah         | 68            |
| 13.                                             | Raúl Ramírez         | 67            |
| 14.                                             | Mark Knowles         | 65            |
| 15.                                             | Jacco Eltingh        | 63            |
| 16.                                             | Robert Seguso        | 62            |
| 17.                                             | Max Mirnyi           | 57            |
| 18.                                             | Marcelo Melo         | 56            |
| 19.                                             | Nenad Zimonjić       | 50            |
| 20.                                             | John Fitzgerald      | 40            |
| 20.                                             | Marcelo Arévalo      | 40            |
| 22.                                             | Nicolas Mahut        | 39            |
| 22.                                             | Leander Paes         | 39            |
| 24.                                             | Neal Skupski         | 35            |
| 25.                                             | Tomáš Šmíd           | 34            |
| 25.                                             | Wesley Koolhof       | 34            |
| 27.                                             | Juan Sebastián Cabal | 29            |
| 28.                                             | Danie Visser         | 27            |
| 29.                                             | Jim Pugh             | 26            |
| 29.                                             | Henri Kontinen       | 26            |
| 29.                                             | Joe Salisbury        | 26            |
| 29.                                             | Austin Krajicek      | 26            |
| 33.                                             | David Pate           | 25            |
| 34.                                             | Marcel Granollers    | 22            |
| 34.                                             | Horacio Zeballos     | 22            |
| 36.                                             | Donald Johnson       | 20            |
| 37.                                             | Pieter Aldrich       | 19            |
| 37.                                             | Łukasz Kubot         | 19            |
| 37.                                             | Yannick Noah         | 19            |
| 40.                                             | Jared Palmer         | 17            |
| 40.                                             | Grant Connell        | 17            |
| 42.                                             | Stefan Edberg        | 15            |
| 43.                                             | Richey Reneberg      | 13            |
| 43.                                             | Jim Grabb            | 13            |
| 43.                                             | Andrés Gómez         | 13            |
| 46.                                             | Peter Fleming        | 11            |
| 46.                                             | Tom Okker            | 11            |
| 48.                                             | Rick Leach           | 9             |
| 48.                                             | Jamie Murray         | 9             |
| 48.                                             | Rajeev Ram           | 9             |
| 48.                                             | Matthew Ebden        | 9             |
| 52.                                             | Byron Black          | 8             |
| 52.                                             | Stan Smith           | 8             |
| 52.                                             | Rohan Bopanna        | 8             |
| 55.                                             | Slobodan Živojinović | 7             |
| 56.                                             | Bob Hewitt           | 6             |
| 56.                                             | Emilio Sánchez       | 6             |
| 56.                                             | Jonathan Stark       | 6             |
| 59.                                             | Alex O'Brien         | 5             |
| 59.                                             | Ken Flach            | 5             |
| 61.                                             | Mahesh Bhupathi      | 4             |
| 61.                                             | Patrick Galbraith    | 4             |
| 63.                                             | Paul McNamee         | 3             |
| 63.                                             | Nikola Mektić        | 3             |
| 65.                                             | Kelly Jones          | 1             |
| 65.                                             | Lloyd Glasspool*     | 1             |
| 65.                                             | Julian Cash*         | 1             |
| En gras : joueur en activité * : no 1 actuel(s) |                      |               |

| #                                                                            | Joueur           | Série |
| ---------------------------------------------------------------------------- | ---------------- | ----- |
| 1.                                                                           | Mike Bryan       | 163   |
| 2.                                                                           | Bob Bryan        | 140   |
| 3.                                                                           | Todd Woodbridge  | 125   |
| 4.                                                                           | John McEnroe     | 108   |
| 5.                                                                           | John McEnroe (2) | 97    |
| 6.                                                                           | Bob Bryan (2)    | 90    |
| 6.                                                                           | Mike Bryan (2)   | 90    |
| 8.                                                                           | Frew McMillan    | 80    |
| 9.                                                                           | Robert Farah     | 68    |
| 10.                                                                          | Bob Brya (3)     | 64    |
| 10.                                                                          | Mike Bryan (3)   | 64    |
| 10.                                                                          | Bob Bryan (4)    | 64    |
| 10.                                                                          | Mike Bryan (4)   | 64    |
| 14.                                                                          | Raúl Ramírez     | 54    |
| 15.                                                                          | Mark Woodforde   | 52    |
| 15.                                                                          | Mike Bryan (5)   | 52    |
| 17.                                                                          | Anders Järryd    | 47    |
| 18.                                                                          | Jacco Eltingh    | 44    |
| 19.                                                                          | Marcelo Arévalo  | 40    |
| 19.                                                                          | Mate Pavić       | 40    |
| En gras : joueur en activité * : no 1 actuel(s) En souligné : série en cours |                  |       |

### Par pays
| #                                               | Pays               | Nombre de joueurs | Nombre de semaines | Joueurs |
| ----------------------------------------------- | ------------------ | ----------------- | ------------------ | --- |
| 1.                                              | États-Unis         | 20                | 1474               | John McEnroe, Stan Smith, Peter Fleming, Robert Seguso, Ken Flach, Jim Grabb, Jim Pugh, Rick Leach, David Pate, Kelly Jones, Richey Reneberg, Patrick Galbraith, Jonathan Stark, Jared Palmer, Alex O'Brien, Donald Johnson, Bob Bryan, Mike Bryan, Rajeev Ram, Austin Krajicek |
| 2.                                              | Australie          | 5                 | 339                | Paul McNamee, John Fitzgerald, Todd Woodbridge, Mark Woodforde, 'Matthew Ebden |
| 3.                                              | Suède              | 3                 | 196                | Anders Järryd, Stefan Edberg, Jonas Björkman |
| 4.                                              | Pays-Bas           | 4                 | 178                | Tom Okker, Paul Haarhuis, Jacco Eltingh, Wesley Koolhof |
| 5.                                              | Afrique du Sud     | 4                 | 137                | Bob Hewitt, Frew McMillan, Danie Visser, Pieter Aldrich |
| 6.                                              | Canada             | 2                 | 125                | Grant Connell, Daniel Nestor |
| 7.                                              | Croatie            | 2                 | 99                 | Mate Pavić, Nikola Mektić |
| 8.                                              | Royaume-Uni        | 5                 | 72                 | Jamie Murray, Joe Salisbury, Neal Skupski, Lloyd Glasspool*, Julian Cash* |
| 9.                                              | Colombie           | 2                 | 68                 | Juan Sebastián Cabal, Robert Farah |
| 10.                                             | Mexique            | 1                 | 67                 | Raúl Ramírez |
| 11.                                             | Bahamas            | 1                 | 65                 | Mark Knowles |
| 12.                                             | France             | 2                 | 58                 | Yannick Noah, Nicolas Mahut |
| 13.                                             | Yougoslavie Serbie | 2                 | 57                 | Slobodan Živojinović, Nenad Zimonjić |
| 13.                                             | Biélorussie        | 1                 | 57                 | Max Mirnyi |
| 15.                                             | Brésil             | 1                 | 56                 | Marcelo Melo |
| 16.                                             | Inde               | 3                 | 51                 | Mahesh Bhupathi, Leander Paes, Rohan Bopanna |
| 17.                                             | Salvador           | 1                 | 40                 | Marcelo Arévalo |
| 18.                                             | Tchécoslovaquie    | 1                 | 34                 | Tomáš Šmíd |
| 19.                                             | Espagne            | 2                 | 28                 | Emilio Sánchez, Marcel Granollers |
| 20.                                             | Finlande           | 1                 | 26                 | Henri Kontinen |
| 21.                                             | Argentine          | 1                 | 22                 | Horacio Zeballos |
| 22.                                             | Pologne            | 1                 | 19                 | Łukasz Kubot |
| 23.                                             | Équateur           | 1                 | 13                 | Andrés Gómez |
| 24.                                             | Zimbabwe           | 1                 | 8                  | Byron Black |
| En gras : joueur en activité * : no 1 actuel(s) |                    |                   |                    | |

## Numéros 1 en fin d'année depuis 1976
| no 1 toute l'année, sans interruption |

| Année | Joueur(s)                                | Équipe                                   |
| ----- | ---------------------------------------- | ---------------------------------------- |
| 1976  | Raúl Ramírez                             |                                          |
| 1977  | Frew McMillan (1)                        |                                          |
| 1978  | Frew McMillan (2)                        |                                          |
| 1979  | John McEnroe (1)                         |                                          |
| 1980  | John McEnroe (2)                         |                                          |
| 1981  | John McEnroe (3)                         |                                          |
| 1982  | John McEnroe (4)                         |                                          |
| 1983  | John McEnroe (5)                         | Peter Fleming / John McEnroe             |
| 1984  | Tomáš Šmíd                               | Mark Edmondson / Sherwood Stewart        |
| 1985  | Robert Seguso (1)                        | Ken Flach / Robert Seguso                |
| 1986  | Andrés Gómez                             | Hans Gildemeister / Andrés Gómez         |
| 1987  | Robert Seguso (2)                        | Sergio Casal / Emilio Sánchez            |
| 1988  | Anders Järryd (1)                        | Robert Leach (en) (1) / Jim Pugh (1)     |
| 1989  | Anders Järryd (2)                        | Robert Leach (2) / Jim Pugh (2)          |
| 1990  | Pieter Aldrich & Danie Visser            | Pieter Aldrich / Danie Visser            |
| 1991  | John Fitzgerald                          | John Fitzgerald / Anders Järryd          |
| 1992  | Mark Woodforde (1)                       | Mark Woodforde (1) / Todd Woodbridge (1) |
| 1993  | Grant Connell                            | Grant Connell / Patrick Galbraith        |
| 1994  | Paul Haarhuis                            | Jacco Eltingh (1) / Paul Haarhuis (1)    |
| 1995  | Todd Woodbridge (1)                      | Mark Woodforde (2) / Todd Woodbridge (2) |
| 1996  | Todd Woodbridge (2) & Mark Woodforde (2) | Mark Woodforde (3) / Todd Woodbridge (3) |
| 1997  | Todd Woodbridge (3)                      | Mark Woodforde (4) / Todd Woodbridge (4) |
| 1998  | Jacco Eltingh                            | Jacco Eltingh (2) / Paul Haarhuis (2)    |
| 1999  | Leander Paes                             | Mahesh Bhupathi / Leander Paes           |
| 2000  | Mark Woodforde (3)                       | Mark Woodforde (5) / Todd Woodbridge (5) |
| 2001  | Jonas Björkman                           | Jonas Björkman / Todd Woodbridge (6)     |
| 2002  | Mark Knowles (1)                         | Mark Knowles (1) / Daniel Nestor (1)     |
| 2003  | Max Mirnyi                               | Bob Bryan (1) / Mike Bryan (1)           |
| 2004  | Mark Knowles (2) & Daniel Nestor         | Mark Knowles (2) / Daniel Nestor (2)     |
| 2005  | Bob Bryan (1) & Mike Bryan (1)           | Bob Bryan (2) / Mike Bryan (2)           |
| 2006  | Bob Bryan (2) & Mike Bryan (2)           | Bob Bryan (3) / Mike Bryan (3)           |
| 2007  | Bob Bryan (3) & Mike Bryan (3)           | Bob Bryan (4) / Mike Bryan (4)           |
| 2008  | Nenad Zimonjić                           | Daniel Nestor (3) / Nenad Zimonjić       |
| 2009  | Bob Bryan (4) & Mike Bryan (4)           | Bob Bryan (5) / Mike Bryan (5)           |
| 2010  | Bob Bryan (5) & Mike Bryan (5)           | Bob Bryan (6) / Mike Bryan (6)           |
| 2011  | Bob Bryan (6) & Mike Bryan (6)           | Bob Bryan (7) / Mike Bryan (7)           |
| 2012  | Mike Bryan (7)                           | Bob Bryan (8) / Mike Bryan (8)           |
| 2013  | Bob Bryan (7) & Mike Bryan (8)           | Bob Bryan (9) / Mike Bryan (9)           |
| 2014  | Bob Bryan (8) & Mike Bryan (9)           | Bob Bryan (10) / Mike Bryan (10)         |
| 2015  | Marcelo Melo (1)                         | Jean-Julien Rojer / Horia Tecău          |
| 2016  | Nicolas Mahut                            | Jamie Murray / Bruno Soares              |
| 2017  | Marcelo Melo (2)                         | Łukasz Kubot / Marcelo Melo              |
| 2018  | Mike Bryan (10)                          | Oliver Marach / Mate Pavić               |
| 2019  | Juan Sebastián Cabal & Robert Farah (1)  | Juan Sebastián Cabal / Robert Farah      |
| 2020  | Robert Farah (2)                         | Mate Pavić (2) / Bruno Soares (2)        |
| 2021  | Mate Pavić (1)                           | Nikola Mektić / Mate Pavić (3)           |
| 2022  | Wesley Koolhof & Neal Skupski            | Wesley Koolhof / Neal Skupski            |
| 2023  | Austin Krajicek                          | Ivan Dodig / Austin Krajicek             |
| 2024  | Marcelo Arévalo & Mate Pavić (2)         | Marcelo Arévalo / Mate Pavić (4)         |

| Joueur          | Nombre de saisons | 1re année | Dernière année | Plus longue série |
| --------------- | ----------------- | --------- | -------------- | ----------------- |
| Mike Bryan      | 10                | 2005      | 2018           | 6                 |
| Bob Bryan       | 8                 | 2005      | 2014           | 3                 |
| John McEnroe    | 5                 | 1979      | 1983           | 5                 |
| Todd Woodbridge | 3                 | 1995      | 1997           | 3                 |
| Mark Woodforde  | 3                 | 1992      | 1996           | 1                 |
| Frew McMillan   | 2                 | 1977      | 1978           | 2                 |
| Anders Järryd   | 2                 | 1988      | 1989           | 2                 |
| Robert Farah    | 2                 | 2019      | 2020           | 2                 |
| Robert Seguso   | 2                 | 1985      | 1987           | 1                 |
| Mark Knowles    | 2                 | 2002      | 2004           | 1                 |
| Marcelo Melo    | 2                 | 2015      | 2017           | 1                 |
| Mate Pavić      | 2                 | 2021      | 2024           | 1                 |

## Joueurs n°1 et Grand Chelem

### Joueurs n°1 n'ayant remporté aucun tournoi du Grand Chelem
Trois joueurs ont occupé la tête du classement ATP sans jamais remporter un tournoi du Grand Chelem :
- Kelly Jones : finaliste à l'Open d'Australie 1992
- Patrick Galbraith : finaliste au Tournoi de Wimbledon 1993
- Grant Connell : finaliste à l'Open d'Australie 1990

Par ailleurs, trois joueurs sont devenus n°1 mondial avant de gagner leur premier tournoi de Grand Chelem :
- Stefan Edberg est devenu n°1 mondial le 9 juin 1986. Son premier tournoi du Grand Chelem remporté est l'Open d'Australie 1987.
- David Pate est devenu n°1 mondial le 14 janvier 1991. Son premier tournoi du Grand Chelem remporté est l'Open d'Australie 1991.
- Byron Black est devenu n°1 mondial le 14 février 1994. Son premier tournoi du Grand Chelem remporté est le Tournoi de Roland Garros 1994.

## Joueurs n°1 en famille
Les frères jumeaux Bob et Mike Bryan ont occupé la tête du classement ATP en double. Durant 438 semaines, ils ont occupé cette place ensemble.
Deux anciens numéros 1 au classement ATP en double ont une sœur qui a été numéro 1 au classement WTA :
- Emilio Sánchez, dont la sœur Arantxa Sánchez a été numéro 1 en simple et en double,
- Byron Black, dont la sœur Cara Black a été également été numéro 1 du classement WTA en double.

Enfin, l'ancien numéro 1 en double Jamie Murray est le frère d'Andy Murray, qui a été numéro 1 en simple.

## Numéros 1 en simple et en double
Deux joueurs ont occupé la tête du classement ATP en simple et en double : John McEnroe et Stefan Edberg.
Seul McEnroe a été concomitamment n°1 en simple et en double.
| Joueur                                                                           | Semaines n°1 en simple | Semaines n°1 en double | Semaines n°1 concomitamment en simple et en double | Semaines n°1 concomitamment en simple et en double |
| Joueur                                                                           | Semaines n°1 en simple | Semaines n°1 en double | Nombre                                             | Période(s) |
| -------------------------------------------------------------------------------- | ---------------------- | ---------------------- | -------------------------------------------------- | --- |
| John McEnroe                                                                     | 170                    | 269                    | 120                                                | 3 (03/03/1980 - 23/03/1980) 1 (11/08/1980 - 17/08/1980) 2 (05/07/1981 - 19/07/1981) 26 (03/08/1981 - 31/01/1982) 28 (22/02/1982 - 12/09/1982) 1 (01/11/1982 - 07/11/1982) 11 (15/11/1982 - 30/01/1983) 1 (07/02/1983 - 13/02/1983) 1 (06/06/1983 - 12/06/1983) 17 (04/07/1983 - 30/10/1983) 4 (12/12/1983 - 08/01/1984) 1 (11/03/1984 - 18/03/1984) 11 (26/03/1984 - 10/06/1984) 13 (17/09/1984 - 16/12/1984) |
| Stefan Edberg                                                                    | 72                     | 86                     | -                                                  | - |
| En gras : joueurs en activité * : n°1 actuel en simple ** : n°1 actuel en double |                        |                        |                                                    | |

Par ailleurs, John McEnroe a été numéro 1 en fin d'année concomitamment en simple et en double, et cela à trois reprises : en 1981, 1982 et 1983.

## Comparatif du palmarès des meilleures équipes de double
Comparatif des meilleures équipes dans la pluralité. 

Les 6 tournois majeurs : les 4 tournois du Grand Chelem, les Jeux olympiques, le Masters de fin d'année (ATP). Classement : la place de paire n°1 de double (ATP). Par équipe : la Coupe Davis. Cumul des 6 tournois majeurs remportés. D : droitier et G : gaucher.
| Joueur                                 | GC | GC | GC | GC | M  | JO     | 1  | CD      | 6MAJ |
| -------------------------------------- | -- | -- | -- | -- | -- | ------ | -- | ------- | ---- |
| Bob Bryan / Mike Bryan (D/G)           | ✔️ | ✔️ | ✔️ | ✔️ | ✔️ | ✔️     | ✔️ | ✔️      | 18   |
| Todd Woodbridge / Mark Woodforde (D/G) | ✔️ | ✔️ | ✔️ | ✔️ | ✔️ | ✔️     | ✔️ | ✔️      | 14   |
| Jacco Eltingh / Paul Haarhuis (D/D)    | ✔️ | ✔️ | ✔️ | ✔️ | ✔️ | 4è     | ✔️ | 1/4;1/2 | 7    |
| John Newcombe / Tony Roche (D/G)       | ✔️ | ✔️ | ✔️ | ✔️ | -  | -      | ✔️ | ✔️      | 7    |
| Bob Hewitt / Frew McMillan (D/D)       | ✔️ | ✔️ | ✔️ | -  | ✔️ | -      | ✔️ | ✔️      | 6    |
| John Fitzgerald / Anders Järryd (D/D)  | ✔️ | ✔️ | ✔️ | -  | ✔️ | 1/4;Br | ✔️ | ()      | 5    |
| Mark Knowles / Daniel Nestor (D/G)     | ✔️ | ✔️ | ✔️ | -  | ✔️ | 1/4;   | ✔️ | 1/8;1/2 | 4    |
| Todd Woodbridge / Jonas Björkman (D/D) | ✔️ | ✔️ | ✔️ | -  | () | ;1/16  | ✔️ | ()      | 5    |

Avant l'Ère Open Newcombe et Roche ont remporté 5 autres tournois du Grand Chelem. Les trois paires les plus titrés en Grand Chelem sont (Droitier et Gaucher) Les Bryans, les Woodies et Newcombe/Roche avec l'avant ère open. Toutes les paires ont également été n°1 en fin d'année. Entre parenthèses quand chacun des joueurs a remporté le titre de son côté ; drapeau du joueur s'il est seul à remporter le titre. Jarryd a eu la médaille de bronze. Peter Fleming et John McEnroe (D/G) sont la troisième paire la plus titrés, 4 Wimbledon, 3 US Open et 7 Masters ; n°1 et 2 Coupe Davis.